# Língua Ende-Li'o
Li'o, ou Ende-Li'o, é um conjunto de dialetos Malaio-Polinésios falados em Flores, ilha da Sonda Oriental, Indonésia por cerca de 310 mil pessoas. 

## Escrita
Os dialetos têm sua própria escrita que é chamada Lota ou Lota-Ende e se assemelha à Bugis (Lontara). Trata-se de uma abugida escrito da esquerda para a direita na horizontal. A vogal básica é o A. São 30 as letras, havendo cinco diacríticos para os sons I, U, E, O mais o virama (típico diacrítico da escrita brami). 

## Amosta de texto
Transliterado
Ma'e sewo bebo, nitu ngadho no'o babo mamo eo te'ti tei ra kita. ebe, langga do leka fila bewa, nuka leka keli soke ele nesi susa, jaga paga do no'o jala-jala medu tei nia ana mamo muri bheri.
Português 
Não se esqueça de seus antepassados que lutaram para você; eles cruzaram ravinas escuras e profundas e montanhas altas, mesmo assim os problemas sempre vinham. Eles salvaram nossas vidas para manter boa e segura a vida de seus netos.